# Nachal Cuva
Nachal Cuva (hebrejsky: נחל צובה) je vádí v Horní Galileji, v severním Izraeli.
Začíná v nadmořské výšce cca 250 metrů, v mírně zvlněné a zalesněné krajině, jihozápadně od vesnice Ejlon. Směřuje pak postupně se zahlubujícím údolím se zalesněnými svahy k severozápadu. Z jihu pak míjí vesnici Ja'ara. U ní se stáčí k západu, míjí pahorek Har Poreach a u vesnice Macuva vstupuje do údolí Bik'at Šefa (בקעת שפע), které je již výběžkem izraelské pobřežní planiny. Zde ústí zleva do vádí Nachal Becet.